# Црква Рођења Христовог у Пироту
Црква Рођења Христовог или Старо-Пазарска црква у Пироту,  православни је храм који припада Епархији нишкој Српске православне цркве. Грађена је од 29. јула до 21. децембра 1834. године захваљујући добротворним прилозима локалних и богатих мештана.
Због својих, пре свега, историјских и архитектонских вредности 1986.-е године проглашена је културним добром.

## Историја
Градитељ цркве, тада веома познати мајстор, био је Андреја из Велеса, који је градио цркве у Нишу, Скопљу, Смедереву, Мостару и Сарајеву.  Црква је имала неколико вредних и старих рукописаних књига. Црква Рођење Христово освећена је 21. децембра 1834. године, осветио ју је владика Јероним. Први црквени епископи били су: кир Виден Јовановић, Гога Ценовић, Панајот Поповић и Димитрије Петровић. Године 1837. на место владике Јеронима дошао је владика Нектарије. Умро је 1853. године и сахрањен је у Пироту, по тадашњем обичају, у седећем ставу и то у гробници иза олтара цркве. Храм Рођење Христово као славу слави Божић, 7. јануара.
Стара црква има ферман, који је издат из царског седишта у Цариграду у време султана Абдул Меџида Ибн Махмуда. Овим документом је одобрена градња цркве и он се чува у самој цркви. У време саме градње цркве у Пироту, поред житеља Српске било је и Турске и нешто мање Јеврејске и Ромске националности. У граду је тада већ постојало осам џамија. Ово је, без сумње, редак храм у овом делу Балкана у који се улази након силажења низ неколико степеника. Разлог овакве градње је у томе што православни храм није смео бити виши од турске џамије. Да би се испоштовала одлука султана као и правило да унутрашњост храма са олтаром има дужину од 22 метара, ширину од 13 метара и висину од 10 метара, темеље и саму цркву требало је укопати у земљу. На тај начин је храм добио неопходну висину а са друге стране, оближњој џамији није реметио доминацију, што је била очигледна намера султана. Градитељ цркве је тада био познати мајстор Андреја Дамјанов из Велеса (Македонија), који је градио цркве и у Нишу, Скопљу, Смедереву, Мостару и Сарајеву.
Унутрашњост цркве је веома декоративно уређена. Иконостас има изузетну лепоту, са ликом Спаситеља и Богородице, апостолима и светитељима. Живопис цркве урадио је зограф Самоковлија па је самим тим урађен у познатом самоковском стилу иконописа. Монаси из Хиландара, који су живели у Пироту, у коме је Хиландар имао свој метох, такође су се заузимали као иконописци. Фреске на зидовима храма осликао је пиротски сликар Чедомир Крстић. У унутрашњости храма постоје 6 дрвених стубова, који подупиру црквени свод. Црква има и две певнице а око њих су столови за старе и болесне. Црква је имала неколико вредних и старих рукописаних књига. Овде су нађене и две Србуље - једна писана на пергаменту(зечија кожа) а друга на хартији. Ова црква је освештана 21. децембра 1834. године, осветио ју је владика Јероним. Први црквени епитропи били су: кир Виден Јовановић, Гога Ценовић, Панајот Поповић и Димитрије Петровић. На каменој плочи, изнад улазних црквених врата, уклесана су имена епитропа, међу којима је најзначајније име Хаџи Неше Филиповића.
Црква се у прошлости није издржавала једино од милостиње богатих верника, било је и ситних, али честих поклона у новцу, прикупљених за време Литургије и при другим обредима. Она је примала поклоне у кандилима, зејтину, воску, иконама, литијама, књигама итд. Године 1837, на место владике Јеронима дошао је владика Нектарије. Умро је 1853.-е године и сахрањен је у Пироту, по тадашњим обичајима у седећем ставу и то у гробници иза олтара цркве. Приликом археолошких радова у дворишту цркве 1990. године ова гробница је откопана, снимљена и конзервирана. До старе цркве била је зграда Митрополије и о њој за сада се мало зна, осим да је изгорела у пожару. Ова зграда је од 1868.-е до 1869.-е године била средиште Српске школе, која је успешно одолевала покушајима да се у Пироту заведе бугарски језик за време бугарске егзархије. У дворишту се налази звоник који је 2000. године реконструисан.
У току је реконструкција иконостаса цркве (2024).
Приликом извођења ПТТ радова у улици иза цркве 2007. године, откопани су темљи старе цркве. Раније се веровало да је Храм Рођења Христовог био грађен на темељима старе цркве, али је овом приликом доказано да је старија црква била неколико метара североисточно од данашње црквене грађевине. С обзиром да је откопан само један сегмент темеља и да истраживање нажалост није настављено, немогуће је дати више података о тој грађевини али је засигурно рећи да је духовно благо Пирота много веће него што се мислило. Због својих, пре свега, историјских и архитектонских вредности 1986. године проглашена је културним добром. Слава овог храма је Божић који се слави 7.-ог Јануара.

## Ризница
Богослужбени предмети из варошких цркава Пирота су део материјалне или духовне драгоцености Пирота, које су данас представници уметничких токова и друштвене динамике у јужним крајевима Србије током 19. и у првим деценијама 20. века. Ови предмети на својствен начин одражавају вишевековну прошлост ових храмова и уједно репрезентује свест и схватања средине уобличене кроз њену хришћанску визуелну културу на Балканском полуострву, почев од првих деценија 19. века.
Ризница цркве као место чувања предмета материјалне или духовне драгоцености, настала је у првој половини 19. века, и на својствен начин одражава вишевековну прошлост овог храма и уједно репрезентује свест и схватања средине уобличене кроз њену хришћанску визуелну културу на Балканском полуострву, почев од првих деценија 19. века.
Приложништво је било један од главних чинилаца који је имао утицај на формирање ризнице богослужбених предмета у овој цркви. Међу приложницима највише су се истакли:
- архијереји, који су прикупљали предмете кроз црквену праксу,
- служеће  свештенство, које је прикупљало предмете кроз црквену праксу,
- пиротски еснафи, који су кроз приложништво исказивали своју економску моћ и друштвени престиж,
- индивидуални дародавци, верујући народ.

Током 19. и прве половине 20. века богослужбени предмет у ризници  били су изложене бројним негативним утицајима, током окупацији Бугара у више наврата, поплавама, индивидуалним пљачкама, па и небризи. И поред тога захваљујући залагању свештенства и верујућег народа до данас су сачувани вредни обредни предмети.
Прикупљени предмети намењени богослужењу, који се чувају у ризници ове цркве, различитог су репрезентативног карактер, у зависности од категорије и величине литургијског и верског обреда.
У овој ризници колекција икона има највећу уметничку вредност. Ове иконе осликане су за потребе иконостаса, за хорос и као целивајуће иконе у византијском духу са израженим уметничким квалитетима. Међу иконописцима наведених икона истичу се мајстори из Самокова, Георгије иконописац и Јован Зограф Самоковлија. У збирци иконосликарства истичу се:
- чудотворна икона „Достојно јест” поклон руске келије Светог Јована Златоустог са Свете Горе из 1923,
- копија иконе Богородице Тројеручице, поклон пиротског обућара Сотира Љубеновића
- иконе Богородица Утишитељка из 1922. Свети Мина из 1935, поклон пиротског обућара Сотира Љубеновића,
- икона Мајке Божје познате као Избавитељка, поклон Севе Џаџић из 1925. године.
- велики број шематизованих икона које припадају руским серијским радионицама
- иконе домаћих иконописаца, различитог уметничког квалитета,
- колекција икона Јерусалим.

Друга по значају у овој ризници је збирка богослужбених предмета, пре свеа оних од метала:
- сребрни и позлаћени путири,
- дискоси,
- копља
- пар рипида, од сребра из Пазарске цркве у Пироту које помиње епископ Димитрије, заједно са литијским крстом (који није сачуван), према приложничком натпису, потиче из 1842. године. Кружног су облика, таласастих ивица, чија профилација умногоме дугује исламској орнаментици. Усађене су у масивне цилиндричне дршке, док је у врху постављен ливени крст. Са обе стране декорисане су апликацијама од позлаћеног сребра. На обе рипиде, саједне стране налазе се картуши са пред- ставом Силаска у Ад подударном окову Пазарског јеванђеља.
- бројни оковани крстови, као значајна група у збирци металних предмета са стопама на којима су натписи са годином израде. Без изузетка, они су, стојећи дуборезни, рађени највише техником филиграна и гранулације, затим искуцавања, цизелирања и гравирања, уз повремену употребу плавог и зеленог емајла. Међу литијским крстовима истичу се они израђивани на југу Балкана, а нарочито на Светој Гори.[9][10]  Њихов директан типолошки узор представљају литијски крстови од сребра обликовани на простору млетачког Медитерана током 15. и 16. века.[11]  Сребрни крст са окова јеванђеља може се довести у везу са грким иконама из 18. века које се чувају у овој цркви, а потичу из периода управе Васељенске патријаршије.[12]
- јеванђеља, међу којима се посебно истиче јеванђеље штампано у московској Синодалној типографији 1875. тодине. Предњи оков на корицама начињен је према годинама урезаним на централном картушу - 7334. године од стварања света по византијском календару и 1826. тодина од рођења Христовог. Састоји се од картуша са представом Силаска у Ад, окруженом шестокрилим серафимима и приказима јеванђелиста у угловима.
- кандила, која су од метала-највише од бакра или бронзе. Рађена су највише техником ливења, уз накнадно ручно дотеривање, док су понека искивана у сребру са применом разних техника.
- кадионице,
- пафте.

Ови вредни предмети припадају кујунџијским занатским радионицама Пирота и околине.

### Опис богослужбених предмета цркве
Прикупљени предмети намењени богослужењу, који се чувају у риазници ове цркве, различитог су репрезентативног карактер, у зависности од категорије и величине литургијског и верског обреда.
Колекција икона има највећу уметничку вредност. Ове иконе осликане су за потребе иконостаса, за хорос и као целивајуће иконе у византијском духу са израженим уметничким квалитетима. Међу иконописцима наведених икона истичу се мајстори из Самокова, Георгије иконописац и Јован Зограф Самоковлија.
Збирка иконсликарства
У збирци иконосликарства истичу се:
- чудотворна икона „Достојно јест” поклон руске келије Светог Јована Златоустог са Свете Горе из 1923,
- копија иконе Богородице Тројеручице, поклон пиротског обућара Сотира Љубеновића
- иконе Богородица Утишитељка из 1922. Свети Мина из 1935, поклон пиротског обућара Сотира Љубеновића,
- икона Мајке Божје познате као Избавитељка, поклон Севе Џаџић из 1925. године.
- велики број шематизованих икона које припадају руским серијским радионицама
- иконе домаћих иконописаца, различитог уметничког квалитета,
- колекција икона Јерусалим.

Збирка богослужбених предмета
Једну од највећих и најдрагоценијих збирке богослужбених предмета чине предмети од метала:
- сребрни и позлаћени путири,
- дискоси,
- копља
- пар рипида, од сребра из Пазарске цркве у Пироту које помиње епископ Димитрије, заједно са литијским крстом (који није сачуван), према приложничком натпису, потиче из 1842. године. Кружног су облика, таласастих ивица, чија профилација умногоме дугује исламској орнаментици. Усађене су у масивне цилиндричне дршке, док је у врху постављен ливени крст. Са обе стране декорисане су апликацијама од позлаћеног сребра. На обе рипиде, саједне стране налазе се картуши са пред- ставом Силаска у Ад подударном окову Пазарског јеванђеља.
- бројни оковани крстови, као значајна група у збирци металних предмета са стопама на којима су натписи са годином израде. Без изузетка, они су, стојећи дуборезни, рађени највише техником филиграна и гранулације, затим искуцавања, цизелирања и гравирања, уз повремену употребу плавог и зеленог емајла. Међу литијским крстовима истичу се они израђивани на југу Балкана, а нарочито на Светој Гори.[9][10]  Њихов директан типолошки узор представљају литијски крстови од сребра обликовани на простору млетачког Медитерана током 15. и 16. века.[11]  Сребрни крст са окова јеванђеља може се довести у везу са грким иконама из 18. века које се чувају у овој цркви, а потичу из периода управе Васељенске патријаршије.[12]
- јеванђеља, међу којима се посебно истиче јеванђеље штампано у московској Синодалној типографији 1875. тодине. Предњи оков на корицама начињен је према годинама урезаним на централном картушу - 7334. године од стварања света по византијском календару и 1826. тодина од рођења Христовог. Састоји се од картуша са представом Силаска у Ад, окруженом шестокрилим серафимима и приказима јеванђелиста у угловима.
- кандила, која су од метала-највише од бакра или бронзе. Рађена су највише техником ливења, уз накнадно ручно дотеривање, док су понека искивана у сребру са применом разних техника.
- кадионице,
- пафте.

Ови вредни предмети припадају кујунџијским занатским радионицама Пирота и околине.
Збирка текстила
О богатству збирке текстила говоре:
- свештеничке одоре, од кадифе, свиле и сомота са срменим везом и украсима,
- епитрахиљ,
- наруквице,
- појасеви орар,
- литијне заставе,
- плаштанице,
- пиротски ћилими.

Како су предмети од тканина и веза доста неотпорни, на последице протицања времена, употребе и небрижљивог чувања вредни пиротски ћилими са утканим именима дародаваца, пропали су и мали је број сачуваних.
Збирка дрвених предмета
Збирка дрвених предмета, интарзираних или једноставно изрезаних у дрвету састоји се од:
- литургијских налоња,
- владичанског стола,
- црквених седишта,
- кивота или кутија за чување крста,
- дрвеног ковчега...

Збирка књига
Богослужбене предмете допуњује и значајан број вредних црквених књига:
- парусија,
- минеј,
- триод,
- пентикостар,
- житије,
- празнични минеј и Литургија,
- софрониево житије,
- ирмологија,
- апостоли, руски илустровани Пролог из 1750,
- псалтири.

Збирка архивска грађа
- Документи,
- Оригинални турски ферман Султан Абдул Меџида,
- Остала архивска грађа

### Богослужбени предмети на Светској изложби у Паризу 1900.
Краљевина Србија је за Светску изложби у Паризу 1900. године одабрала да прикаже наставак старе византијске традиције у савременом националном духу кроз кујучџијске радове, једванаест  мајстора, међу којима су били и фрадови  три пиротска златара.
- Кујунџија Димитрије Јовановић изложио је две сребрне пафте и кашичице украшене филиграном.[13]
- Димитрије Петровић, који је себе потписивао као златар-јувелир, на изложби је приказао сребрне стреласте пафте и сребрну позлаћену чашу украшену филиграном, изарђене захваљујући великој златарској вештини којом је овај пиротски мајстор располагао. Исти златар изложио је и сребрне литургијске сасуде из Старепиротске цркве.[13]
- Кујунџија Стојанче Стојан Петровић, на изложби је поред осталог приказао  крст из Старе цркве у Пироту.[13]